# Уналаклит (река)
Уналаклит (англ. Unalakleet River) — река на западе штата Аляска, США. Берёт начало в районе горного хребта Калтаг и течёт в юго-западном направлении. Впадает в залив Нортон Берингова моря вблизи города Уналаклит. Длина реки составляет 145 км.
В переводе с аляскинско-инуитских языков название реки означает «место, где дуют восточные ветры». Исторически река связывала поселения, расположенные на побережье с поселениями во внутренней части Аляски, вдоль реки Юкон. Путь, включавший в себя волок Калтаг, был кратчайшей дорогой между Юконом и заливом Нортон.
Юпики жили в районе реки на протяжении нескольких веков. Первым европейцем, обнаружившим реку Уналаклит, был русский офицер Лаврентий Алексеевич Загоскин в 1842 году.